# گکووارگان
گکووارگان (نام علمی: Gekkota) نام یک فروراسته از راسته پولک‌داران است.
این فروراسته شامل ۷ خانواده می‌باشد:
- خانواده انگشت‌شاخگان
- خانواده دوگانه‌انگشتان
- خانواده گکویان پلنگی
- خانواده گکویان
- خانواده گکوهای انگشت‌برگی
- خانواده Pygopodidae
- خانواده گکویان دم‌پخ